# Галюгаевская
Галюга́евская — станица в Курском муниципальном округе Ставропольского края России.

## Название
Топоним Галюгаевская происходит от названия озера Галюгай, образованного из старого русла реки Терек, на береговом возвышении которого была основана станица:193.
Другие варианты названия: Голугай:17, Калюгайская.

## География
Расположена на левом берегу реки Терек на границе с Чечнёй. К северу от станицы расположен посёлок Ленпосёлок, на северо-востоке — станица Ищёрская, на северо-западе — станица Стодеревская, на юго-западе — село Гвардейское, на юго-востоке — село Братское, на востоке — село Бено-Юрт.
Расстояние до краевого центра: 279 км.
Расстояние до районного центра: 49 км.
К югу от станицы, на берегу Терека, находится самая южная точка Ставропольского края (43°59′ с. ш.).

## История
Началом отсчёта истории станицы Галюгаевской может служить 1770 год, когда 417 казаков в июле были уже «под Моздоком, на урочище Галюгай» (, стр. 538), где перед этим «500 Дубовских и 500 донских казаков имели лагерь» (. Заселение Галюгаевской началось в 1769 году. Фактически же её основание осуществилось весной 1771 года (по другим данным — в 1772 году):193.
Причиной появления казаков на Тереке послужил именной указ от 2 июля 1765 года на имя графа Никиты Ивановича Панина "о поселении 517 семейств из числа Волжского казачьего войска, «к службе годных и способных» на реке Терек между «Моздоком и последним городком Гребенскаго войска Червленым местом». В этот раз сто человек, при одном старшине, оставались на Волге «для провожания жен и детей»(, стр. 538). Эти казаки так торопились прибыть на новое место, что не успели захватить с собой необходимый инструмент для постройки жилищ и заготовления сена и хлеба на предстоявшую зиму, «а взять на Кавказе их в то время было негде». К тому же «ближайшия к Кизляру места оказались потравлены Калмыцкими улусами». Казаки вернулись на Волгу. Но весной следующего, 1771 года, в полном составе, поселились «в одну линию по левому берегу Терека, пятью станицами». (, стр. 96) Это были станицы: Галюгай, Ищеры, Наур, Мекени и Калиновская.
Станица располагается на урочище Галюгай «где прежде прикомандированныя от войска Донскаго пятисотныя казацкія команды имели лагерь» (, стр. 538), и носит название свойственное говору Донских казаков. Галюгай, как сложное слово, имеет два корня — ГАЛ — «голое место» (, стр. 57) или ГАЛЮКА — голый, голик(), и ГАЙ — «отдельная камышевая топь, плавня (кур. донск.)» (, стр. 553)] вероятно пошло от низины в излучине Терека, существующей и поныне. Именно это место могло стать ориентиром позволяющим найти место «лагеря».
Для охраны своих станиц им выдали по четыре трёхфунтовых пушки на каждую. В случае выступления в поход полком в полном составе для действия при пушках и обороны станиц, «вызвано было съ Дону изъ числа сказочных казаковъ ещё 250 семей, которые и распределены по 50 въ каждую станицу» (, стр. 96).Эти казаки в звании канониров, не были включены в состав полка. Им не полагалось, по роду своей службы, иметь лошадей и покидать территорию станицы. Помимо своих прямых обязанностей, на них была возложена дополнительная — оборонять крепость-станицу, в случаи внезапного нападения врага.(, стр. 87)
Из-за сжатых сроков при переселении с Волги казаки понесли значительные убытки. Возникли серьёзные проблемы с поставками продуктов. В это время на Тереке объявляется беглый донской казак Е. Пугачёв. Он был принят в войско. Казаки Галюгаевской, Ищерской и Наурской станиц «заручаются» избрать его Войсковым Атаманом, поверив его обещанию поехать в Санкт-Петербург «дабы выхлопотать повышенное жалование и провиант». В 1772 году Пугачёв бежит из Моздокской тюрьмы на реку Яик (с 1775 года — река Урал), а тех, кто его выбирал, «при собрании народа нещадно батожьем» наказали (, стр. 101).
Существовала проблемы и с собственностью на землю. Только в 1797 году правительством было решено «утвердить во владение казакам те земли и леса, которые были заняты при переселении, и придать нужное количество земли в той пропорции, которая назначена: командирам — 300 десятин, старшинам — 60, рядовым казакам — по 30 десятин земли».
Серьёзные разрушения принёс в 1774 году набег на станицы крымского хана Шабаз-Гирея совместно с отрядами северокавказских князей. В результате набега станицы были основательно разрушены. Большинство построек выгорели дотла, поля и пастбища были вытоптаны, скот угнан неприятелем. В историю Кавказа это событие вписано героической обороной станицы Наурской (, стр. 97).
В 20-30-е гг. XIX века получает распространение практика принудительного обращения в казачье сословие государственных крестьян. В станицы Терского левобережья направляются крестьяне из Полтавской, Харьковской, Черниговской, Воронежской, Курской, Тамбовской, Симбирской, Астраханской губерний (, стр. 212—214).
В 1861 году станица Галюгаевская включена в состав Терского войска. В период с 1871 по 1888 годы станица относилась к Грозненскому округу, затем включена в Пятигорский отдел. В 1899 году закреплена за Моздокским отделом Терской области.
Численности населения станицы в XIX — начале XX века
1816 г. — 1326
из них:
в офицерских и казачьих семьях — 1305
(Мужчин — 630
из которых:
Служащих — 184
Отставных — 106
Малолеток — 340
Женщин — 675)
Разночинцев — 6
(Зачисленных к полку по повелению главного начальства для определения в казаки, но ещё в том звании не состоящие, из военнопленных Поляков
Мужского пола — 4
Женского пола — 1
Приписанных к полку отпущенных Азиатских господ и зашедших с малолетства из Государственных крестьян, мещан, Поляков и непомнящих родства:
мужского пола — 1)
1885 г. — 2647 из них:
 — мужчин 1351
 — женщин 1296
 — иногородних 178
1910 год — 4830
Число дворов в станице в XIX веке
1812 г. — 175
1842 г. — 264
1865 г. — 252
1889 г. — 484
Источники статистических данных
1. Дебу И. О Кавказской линии и присоединённом к ней Черноморском войске (с 1816 по 1826 гг.). — СПб., 1829, Примечание; ГАСК. Ф. 79. Оп.1. Д. 1508, лл. 17 об. — 79;
2. РВИА. Ф.414. Оп.1. Д.300, табл. IX; РВИА. Ф.414. Оп.1. Д.52, лл. 36 об.-37 об.;
3. Воронов Н. Статистические данные о Терском казачьем войске. // Кавказский календарь на 1867 год. — Тифлис, 1866, с.362-367;
4. Караулов М. А. Терское казачество в прошлом и настоящем. — Владикавказ, 1912, с.368-370. Прочерк означает, что сведения отсутствуют.
5. Статистические таблицы населённых мест Терской области. Т.1. Вып. II. Кизлярский отдел. — Владикавказ, 1890, с.6-28;
6. Статистические таблицы населённых мест Терской области. Т.1. Вып. III. Пятигорский отдел. — Владикавказ, 1890, с.42-52.

Краткая история Волжского казачьего войска
1732 г. — высочайшим указом от 15 Апреля "повелено поселить при Царицынской линии Донских казаков 1200 семей, для облегчения армейских полков от разъездов и караулов;
1733 г. — 8 октября приказано 1057 семей Донцов поселить по Волге, и «больше вышеписанного числа казаков не выбирать и не записывать, и пришлых людей … не принимать под жестоким наказанием и вечным разорением», и писаться Волжскими казаками;
1770 г. — переселение 517 семей на Кавказ с образованием Моздокского Полка.
1778 г. — переселение «в числе 3665 человек муж. пола» на Кавказ с образованием Волжского полка;
1804 г. — подчинение оставшихся на волге казаков Астраханскому войску (, стр. 531—544).
«Сказочными» называли ограниченных в правах детей и внуков казаков, участвовавших в выступлении К. А. Булавина, которые только в 60-е гг. XVIII в. вновь стали отправлять на службу.
Переселение производилось на основании Указа Астраханскому губернатору Бекетову от 10 Марта 1770 г. (, стр. 537).
В 1923 году в Галюгаевскую волость входили станицы Галюгаевская и Стодеревская, хутора Золотарев, Макаров, Чернышев и другие.
До 16 марта 2020 года Галюгаевская была административным центром упразднённого Галюгаевского сельсовета.

## Население
| 1782  | 1816  | 1830  | 1834  | 1845  | 1856  | 1858  | 1861  | 1865  | 1870  | 1882  | 1885  |
| ----- | ----- | ----- | ----- | ----- | ----- | ----- | ----- | ----- | ----- | ----- | ----- |
| 671   | ↗1326 | ↗1389 | ↗1413 | ↗1645 | ↗1990 | ↘1810 | ↗1841 | ↗1885 | ↘1763 | ↗2553 | ↗2647 |
| 1890  | 1896  | 1910  | 1911  | 1989  | 2002  | 2010  | 2011  | 2012  | 2013  | 2014  | 2015  |
| ↘2424 | ↘2282 | ↗4830 | ↘4646 | ↘3166 | ↗3255 | ↘2934 | →2934 | ↘2904 | ↘2883 | ↘2820 | ↘2782 |
| 2016  | 2017  | 2018  | 2019  | 2021  |       |       |       |       |       |       |       |
| ↘2733 | ↘2687 | ↘2679 | ↘2622 | ↗2652 |       |       |       |       |       |       |       |

По данным переписи 2002 года в национальной структуре населения преобладают русские (91 %).

## Инфраструктура
- Культурно-досуговый центр
- Курский дом-интернат (пансионат) для престарелых и инвалидов

## Образование
- Детский сад № 18 «Аленка»
- Средняя общеобразовательная школа № 11[32]
- Детско-юношеская спортивная школа «Терек»

## Медицинские учреждения
- Участковая больница

## Экономика
- Колхоз им. Ленина. Образован 24 октября 1935 года[8]

## Люди, связанные со станицей
- Лев Николаевич Толстой (1828—1910) останавливался в станице в августе 1852 года по пути из Кисловодска в Старогладковскую, и в 1854 году при возвращении в Москву
- Юрий Афанасьевич Гонтарь (р. 1947, станица Галюгаевская) — председатель Государственной Думы Ставропольского края (2001—2007)
- Селивантьев, Фёдор Григорьевич — Герой Советского Союза.

## Памятники
- Братская могила 460 советских воинов, погибших в боях с фашистскими захватчиками. 3 км от станицы, на археологическом кургане. 1941—1942, 1961 года[33]
- Могила Героя Советского Союза П. И. Руденко, погибшего в воздушном бою с фашистами. Декабрь 1942, 1950 года[34]
- Братская могила советских воинов, погибших в боях с фашистскими захватчиками. 1942—1943, 1949 года. Между станицами Галюгаевской и Стодеревской[35]
- Братская могила 60 советских воинов, погибших при освобождении станицы от фашистских захватчиков. 1942—1943, 1951 года[36]
- Памятник юному партизану пионеру Феде Шерстобитову, погибшему в борьбе с фашистами. 1943, 1977 года[37]
- Памятник В. И. Ленину. 1950 год[38]

## Кладбище
К юго-западу от станицы расположено общественное открытое кладбище площадью 35 тыс. м².

## Археология
Недалеко от станицы находится уникальный археологический памятник культуры земледельцев эпохи энеолита - поселение Галюгаевское. Курганный могильник включает в себя 6 курганов с погребениями ямной и катакомбной культур эпохи бронзы. Эти артефакты относятся к IV - первой половине III тыс. до н. э. Редчайшая находка это бронзовая мотыга. Это древнее поселение имеет связь с Новосвободненской культурой.